# Veselin Vujović
Veselin Vujović (født 18. januar 1961 i Cetinje) er en montenegrinsk håndboldtræner og tidligere jugoslavisk håndboldspiller. Han var den første, der fik tildelt prisen som verdens bedste håndboldspiller, hvilket skete i 1988.

## Aktiv karriere

### Klubkarriere
I sin karriere spillede han primært for tre storklubber: RK Metaloplastika i Jugoslavien samt FC Barcelona og BM Granollers i Spanien. Han var en del af den gyldne generation i Metaloplastika, der vandt det jugoslaviske mesterskab syv år i træk (1981-1987) samt mesterholdenes Europa Cup i 1985 og 1986. Med Barcelona vandt han det spanske mesterskab fire år i træk (1989-1992) samt mesterholdenes Europa Cup i 1991.

### Landshold
Med det jugoslaviske landshold var han med til at vinde VM-sølv i 1982. Holdet var favoritter i turneringen ved OL 1984 i Los Angeles, som mange af de øvrige stærke østeuropæiske hold ikke var med til på grund af den sovjetiskledede boykot. Holdet vandt da også sikkert sin indledende pulje, hvilket var nok til at sende dem i finalen, hvor modstanderne var Vesttyskland, og jugoslaverne vandt kampen knebent med 18-17. Ved VM i 1986 vandt jugoslaverne guld efter at have vundet alle sine kampe i turneringen. Han deltog også i OL 1988 i Seoul, hvor holdet blev nummer to i indledende runde efter at have tabt til Sovjetunionen, der senere vandt guld i finalekampen mod Sydkorea. Jugoslavien vandt bronze efter at have vundet kampen om tredjepladsen mod Ungarn med 27-23.

## Trænerkarriere
Vujović har siden afslutningen af sin aktive karriere fungeret som træner for en række forskellige klubber og landshold. Som træner for Serbien og Montenegro var han med til OL 2000 i Sydney, hvor holdet blev nummer fire, og som træner for Slovenien deltog han i OL 2016, hvor holdet blev nummer seks.
Han blev i august 2024 udnævnt til træner for Qatar.